# Valore biologico

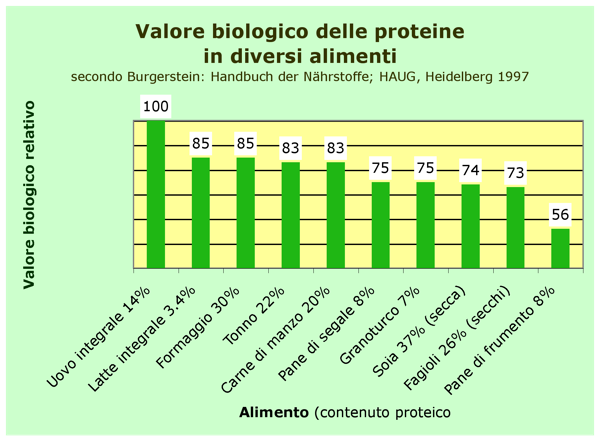
Valore biologico di proteine in alimenti per l'essere umano

Il valore biologico è un parametro di valutazione degli alimenti in base alla qualità delle proteine contenute in essi. Esso dipende dalla composizione in amminoacidi di un alimento e dalla sua digeribilità, ed è definito come il rapporto tra l'azoto (N) trattenuto e l'azoto assorbito. Esso è misurato con la formula:
{\displaystyle V.B.=\left({\frac {Nalim.-Nfeci-Nurine}{Nalim.-Nfeci}}\right)}
In questa formula al numeratore figura la differenza tra l'azoto alimentare consumato (Nalim) e l'azoto perduto (con feci e urine), cioè l'azoto trattenuto dall'organismo, mentre al denominatore figura l'azoto alimentare consumato e l'azoto non digerito contenuto nelle feci, cioè l'azoto assorbito. Il valore biologico così calcolato andrebbe in realtà depurato da due fonti di azoto endogeno: l'azoto metabolico fecale (azoto di costituzione degli enzimi digestivi, degli acidi biliari, degli epiteli di sfaldamento del canale alimentare, delle spoglie della microflora intestinale) e l'azoto endogeno urinario (azoto derivante non dal catabolismo degli amminoacidi assunti con l'alimento, ma dal catabolismo degli amminoacidi e delle basi puriniche che provengono dal ricambio tissutale, l'azoto cioè che si troverebbe nelle feci anche con una dieta completamente priva di proteine).
Il valore biologico di una proteina dipende dalla sua composizione in amminoacidi: infatti una proteina è utilizzata meglio tanto più la sua composizione amminoacidica si avvicina a quella della proteina da sintetizzare da parte dell'organismo animale. Le proteine animali hanno una composizione amminoacidica molto più vicina a quella del corpo animale (e quindi anche umano) di quanto non abbiano le proteine vegetali. La carenza di un solo amminoacido rispetto alla quantità richiesta (amminoacido limitante) è responsabile del basso valore biologico di una proteina alimentare, valore che può quindi essere migliorato integrando con l'amminoacido mancante. In generale il valore biologico è alto nelle proteine animali (i valori più alti sono quelli dell'uovo e del latte crudo), minore in quelle batteriche e basso in quelle vegetali, anche se si possono ottenere proteine di alto valore biologico combinando insieme cereali e legumi, motivo per cui in molti piatti della cucina popolare di tutto il mondo esistono tali combinazioni (es. riso con i piselli, pasta e ceci, pasta e fagioli).